# Lilija Sandulesa
Lilija Vasylivna Sandulesa, nota anche come Lilija Sandulesu (in ucraino Лілія Василівна Сандулеса?; Maršynci, 28 febbraio 1958), è una cantante ucraina, già sovietica di origine moldava.

## Filmografia
- Ulybki Nechiporovki, regia di Oleh Biyma - film TV (1982)

## Programmi televisivi
- Shef-kukhar krainy - talk-show (2010) - ospite

## Discografia parziale

### Album in studio
- 1987 – Spočatku ty
- 1993 – Bereh lyubovy (con Ivo Bobul)
- 2000 – Z lyubov'yu...
- 2002 – Solo Tu
- 2004 – Spivaje Lilija Sandulesa
- 2020 – Zavždy vaša
- 2020 – Ja v tvojich rukach
- 2020 – Nevidani pisni